# زيكي ماير
زيكي ماير (بالإنجليزية: Zeke Meyer)‏ هو مهندس أمريكي، ولد في 11 مارس 1892 في كرانستون في الولايات المتحدة، وتوفي في 27 أبريل 1962.

## روابط خارجية
- زيكي ماير على موقع DriverDB.com (الإنجليزية)